# Barbara (lingerie)
Pour les articles homonymes, voir Barbara (homonymie).
Barbara est une société créée en 1926 par Marcel Bena. Elle est alors spécialisée dans la fabrication de tissu élastique. Dès 1930, la firme se spécialise dans la fabrication de gaines. Il faudra toutefois attendre 1970 pour que la marque commence la création de soutiens-gorge et 1980 pour qu'elle s'oriente vers la lingerie féminine.

## Faits et chiffres
- 1926 Création de la marque par Marcel Bena
- 1931 Premières exportations vers les États-Unis, déménagement rue du Faubourg-Saint-Denis[2]
- 1950 Reprise par la famille Béna
- 1990 Rachat de la marque Ravage[2]
- 2000 Création d'une ligne de maillot de bain[2]
- 2009 redressement judiciaire
- 2009 reprise par la société Huit

En juin 2010, un des importateurs de Barbara, le coréen Namyeung Vivien Corporation rachète la marque et les principaux actifs et relance l'entreprise en dotant la nouvelle société GROUPE BARBARA d'un capital de 4 millions d'euros. Deux filiales sont ouvertes en septembre 2010, en Espagne et en Italie.
Dès le printemps 2011, Barbara renoue avec les éléments qui ont toujours fait sa force : - une lingerie élégante et raffinée, au bien aller irréprochable, portable au quotidien, même pour les silhouettes généreuses- une campagne de communication forte, utilisant le fameux slogan « Barbara, c'est moi ! ».
2014, la société revendique 54 millions d'euros de chiffre d'affaires.
Octobre 2018, le directeur Olivier de Croizant annonce la fermeture de la seule boutique, celle de Lyon, un plan de licenciements, l'arrêt de la marque Barbara en 2019 et le lancement de la marque Bibiche.
Barbara revendiquait en 2018 sa présence chez 350 revendeurs.